# Mikroregion Ostrožsko
Mikroregion Ostrožsko je svazek obcí v okresu Hodonín a Uherské Hradiště. Jeho sídlem je Veselí nad Moravou a jeho cílem je rozvoj zájmové oblasti a vytváření podmínek komplexního řešení rozvoje celého regionu. Sdružuje celkem 8 obcí a byl založen v roce 2001.

## Obce sdružené v mikroregionu
- Blatnice pod Svatým Antonínkem
- Blatnička
- Boršice u Blatnice
- Hluk
- Ostrožská Lhota
- Ostrožská Nová Ves
- Uherský Ostroh
- Veselí nad Moravou